# Maria de Hessen-Kassel (duquessa de Saxònia-Meiningen)
Maria de Hessen-Kassel, duquessa de Saxònia-Meiningen (Kassel 1804 - Meiningen 1888). Princesa de Hessen-Kassel amb el tractament d'altesa que contragué matrimoni amb el duc Bernat II de Saxònia-Meiningen.
Nascuda a Kassel el dia 6 de setembre de 1804 essent filla de l'elector Guillem II de Hessen-Kassel i de la princesa Augusta de Prússia. Maria era neta per via paterna de l'elector Guillem I de Hessen-Kassel i de la princesa Carolina de Dinamarca; mentre que per via materna ho era del rei Frederic Guillem II de Prússia i de la landgravina Frederica de Hessen-Darmstadt.
El dia 23 de març de 1825 contragué matrimoni a Kassel amb el duc Bernat II de Saxònia-Meiningen, fill del duc Jordi I de Saxònia-Meiningen i de la princesa Ida Elionor de Hohenlohe-Langenburg. La parella tingué dos fills:
- Jordi II de Saxònia-Meiningen, nat a Meiningen el 1826 i mort a Wildungen el 1914. Es casà en primeres núpcies amb la princesa Carlota de Prússia el 1850 al Palau de Charlottenburg; en segones núpcies a Langenburg el 1858 amb la princesa Feodora de Hohenlohe-Langenburg; i, en terceres núpcies a Liebenstein el 1873 amb Helena Franz, creada baronessa von Heldburg.
- Augusta de Saxònia-Meiningen, nada a Meiningen el 1843 i morta a Altenburg el 1919. Es casà a Meiningen el 1862 amb el príncep Maurici de Saxònia-Altenburg.

Al contraure matrimoni amb un duc sobirà, des de l'edat de tres anys Bernat II de Saxònia-Meiningen ja era duc, esdevingué immediatament duquessa de Saxònia-Meiningen. Per tant, des de 1825 fins a 1866, any en què Bernat abdicà en favor del seu fill, Maria fou duquessa de Saxònia-Meiningen.
La princesa Maria de Hessen-Kassel morí a Meiningen, capital del ducat de Saxònia-Meiningen, el dia 1 de gener de 1888 a l'edat de 84 anys.